# Zapasy na Igrzyskach Imperium Brytyjskiego 1930
Wyniki zawodów zapaśniczych rozegranych podczas I. Igrzysk Imperium Brytyjskiego w roku 1930. Startowali tylko mężczyźni (w stylu wolnym) w siedmiu kategoriach wagowych. Tabelę medalową zdominowali Kanadyjczycy, którzy zdobyli złote medale we wszystkich kategoriach wagowych. Zawody miały miejsce w dniach 16 do 23 sierpnia.

## Rezultaty
| Kat. wagowa     |                |                 |           |
| --------------- | -------------- | --------------- | --------- |
| Waga kogucia    | Jim Trifunov   | Joseph Reid     | −         |
| Waga piórkowa   | Cliff Chilcott | −               | −         |
| Waga lekka      | Howie Thomas   | Harold Angus    | −         |
| Waga półśrednia | Reg Priestley  | Harry Johnson   | −         |
| Waga średnia    | Mike Chepwick  | Stanley Bissell | Max Thiel |
| Waga półciężka  | Bill McIntyre  | Edgar Bacon     | −         |
| Waga ciężka     | Earl McCready  | Albert Sangwine | −         |

## Tabela medalowa
| Poz. | Państwo           |   |   |   | Łącznie |
| 1    | Kanada            | 7 | 0 | 0 | 7       |
| 2    | Anglia            | 0 | 6 | 0 | 6       |
| 3    | Południowa Afryka | 0 | 0 | 1 | 1       |